# Mikhail Verbitsky
Mikhail Verbitsky (Moscou, 20 de junho de 1969) é um matemático russo. Trabalha atualmente no Instituto Nacional de Matemática Pura e Aplicada (IMPA), Rio de Janeiro.
Foi palestrante convidado do Congresso Internacional de Matemáticos em Seul (2014: Teichmüller spaces, ergodic theory and global Torelli theorem).